# 70a Brigada Mixta (Exèrcit Popular de la República)
La 70a Brigada Mixta va ser una unitat de l'Exèrcit Popular de la República creada durant la Guerra Civil Espanyola. La unitat va tenir una destacada intervenció durant la contesa, intervenint en les batalles de Jarama, Guadalajara o Brunete. Al final de la guerra va tenir un paper crucial durant el cop de Casado.

## Historial
La unitat va ser creada a Madrid el 15 de gener de 1937 a partir dels batallons 1r, 2n, 3r i 4t de la CNT d'Alacant i Múrcia; el comandament de la nova unitat va ser lliurat al major de milícies Eusebio Sanz Asensio. La 70a Brigada Mixta va quedar inicialment com a reserva del Cos d'Exèrcit de Madrid.
El 7 de febrer, després d'haver armat a tots els seus batallons, va ser situada inicialment a Madrid com a reserva per a intervenir en la batalla del Jarama. Adscrita a la 11a Divisió d'Enrique Líster, la 70a BM va prendre part en els combats desenvolupats entorn de la posició del «Pingarrón», entre el 19 i el 22 de febrer; la unitat va perdre la meitat dels seus efectius durant aquests dies, sense aconseguir conquistar la disputada posició. Traslladada a la rereguarda, va ser sotmesa a una reorganització.
La 70a BM va rebre un nou comandament, el major de milícies Rafael Gutiérrez Caro, i va ser assignada a la 14a Divisió manada per Cipriano Mera. Immediatament va ser enviada al front de Guadalajara, per a fer front a la recent ofensiva enemiga. La 70a BM va realitzar l'atac principal cap a Brihuega, població que va reconquerir el 18 de març; aquesta acció va posar fi a l'ofensiva del Corpo Truppe Volontarie italià. La brigada va continuar el seu avanç i el 28 de març va aconseguir el quilòmetre 98 de la N-II.
Entre el 31 de març i el 16 d'abril va participar en una fallida ofensiva en la zona de l'Alt Tajuña.
Per a aquestes dates la 70a BM s'havia llaurat una fama entre altres unitats de l'Exèrcit republicà. Al juliol va intervenir en la batalla de Brunete, sota el comandament del major de milícies José Luzón Morales. El 22 de juliol va realitzar un atac des de Villanueva de la Cañada fins a aconseguir les primeres cases de Brunete, però va sofrir un alt nombre de baixes.
En la primavera de 1938 la unitat va ser enviada al capdavant de Llevant per a reforçar a les forces republicanes que resistien l'ofensiva franquista en aquesta zona. El 27 d'abril va arribar a Llevant i va ser enviada al capdavant de batalla; la 70a BM va tenir una destacada actuació en la defensa de La Iglesuela del Cid (12 de maig) i Alfondeguilla (4 de juny). Posteriorment tornaria al front del Centre, tornant a ser assignada a la 14a Divisió. Entre el 7 i el 15 de gener de 1939 va participar en una petita ofensiva en el Front de Madrid que buscava alleujar la situació de les forces republicanes a Catalunya, però l'ofensiva es va saldar amb un fracàs.
Al març de 1939 la 70a BM va tenir un destacada actuació durant l'anomenat Cop de Casado, a favor del bàndol «casadista». El matí del 6 de març forces de la unitat van ocupar diversos punts de Madrid, entre altres la Alameda de Osuna, el Ministeri d'Hisenda i l'edifici de la Telefònica. Posteriorment va mantenir forts combats amb la 8a Divisió en defensa de la «Posició Jaca», que va perdre. Després del triomf del cop, la majoria de forces revoltades van tornar a les seves posicions originals, si bé la 70a Brigada Mixta va romandre a Madrid per si tornava a produir-se una revolta anti-Casado. El comandament de la brigada va passar al major de milícies Bernabé López Calle, per considerar-se més fiable que el seu antecessor —José Luzón Morales. La 70a BM seria autodissolta amb la rendició de Madrid, el 28 de març de 1939.

## Comandaments
Comandants
- Major de milícies Eusebio Sanz Asensio;
- Major de milícies Rafael Gutiérrez Caro;
- Comandant de cavalleria Francisco Arderiu Perales;
- Major de milícies José Luzón Morales;
- Major de milícies Bernabé López Calle;[7]

Comissaris
- José Ladrón de Guevara, de la CNT;[8]